# Liste der Stolpersteine in Dormagen

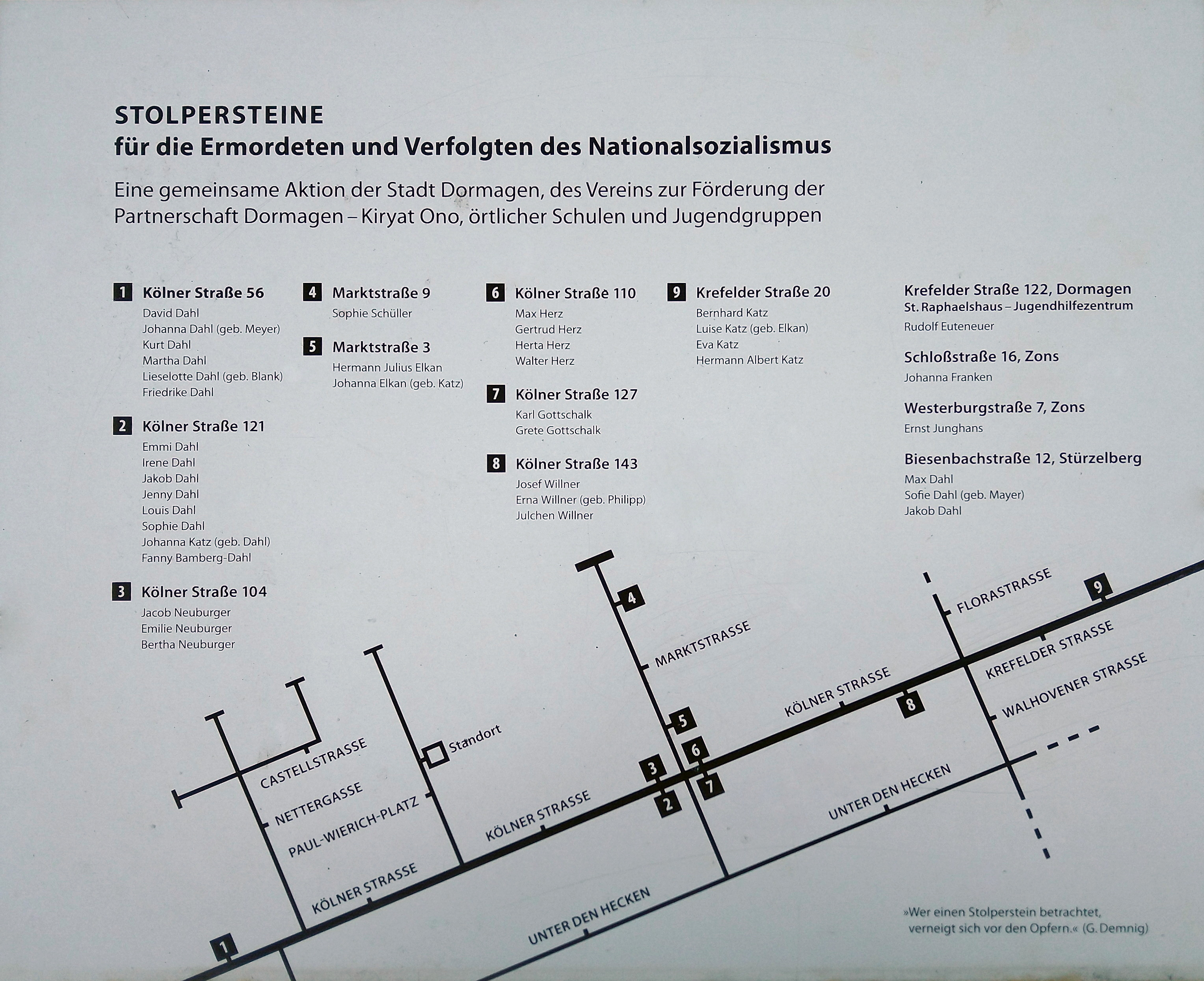
Gedenktafel neben dem Historischen Rathaus (2022)

Die Liste der Stolpersteine in Dormagen enthält die Stolpersteine, die im Rahmen des gleichnamigen Projekts von Gunter Demnig in der nordrhein-westfälischen Stadt Dormagen verlegt wurden. Mit ihnen soll an die Opfer des Nationalsozialismus erinnert werden, die in der Stadt lebten und wirkten. Zwischen September 2005 und Dezember 2011 wurden insgesamt 39 Stolpersteine verlegt, davon drei im Stadtteil Stürzelberg, zwei im Stadtteil Zons und einer vor dem Raphaelshaus. Die übrigen Gedenksteine befinden sich in der Stadtmitte auf einer Strecke von lediglich 600 Metern. Im Oktober 2013 wurde neben dem Historischen Rathaus eine Stele mit Gedenktafel aufgestellt, die sämtliche Standorte von Stolpersteinen im Stadtgebiet zeigt.

## Liste der Stolpersteine
| Adresse                                                             | Name                 | Inschrift | Verlegedatum  | Bild | Anmerkung |
| ------------------------------------------------------------------- | -------------------- | --- | ------------- | --- | --- |
| Biesenbachstraße 12 (Stadtteil Stürzelberg) (Standort)              | Max Dahl             | HIER WOHNTE MAX DAHL JG. 1873 DEPORTIERT 1941 MINSK ERMORDET                                                              | 2. Dez. 2008  | Bild gesucht Der Benutzer GeorgDerReisende ( Diskussion ) wünscht sich an dieser Stelle ein Bild vom Ort mit diesen Koordinaten 51.14072 6.81428 . Motiv: Biesenbachstraße 12: die Stolpersteine für die Familie Dahl, die Lage und das Haus Falls du dabei helfen möchtest, erklärt die Anleitung , wie das geht. BW | Max Dahl, geboren am 13. Juli 1873 |
| Biesenbachstraße 12 (Stadtteil Stürzelberg) (Standort)              | Sofie Dahl           | HIER WOHNTE SOFIE DAHL GEB. MAYER JG. 1886 DEPORTIERT 1941 MINSK ERMORDET                                                 | 2. Dez. 2008  | Bild gesucht Die Wikipedia wünscht sich an dieser Stelle ein Bild vom hier behandelten Ort. Falls du dabei helfen möchtest, erklärt die Anleitung , wie das geht. BW | Sofie Dahl geb. Meyer, geboren am 9. Februar 1886 |
| Biesenbachstraße 12 (Stadtteil Stürzelberg) (Standort)              | Jakob Dahl           | HIER WOHNTE JAKOB DAHL JG. 1916 DEPORTIERT 1941 MINSK ERMORDET                                                            | 2. Dez. 2008  | Bild gesucht Die Wikipedia wünscht sich an dieser Stelle ein Bild vom hier behandelten Ort. Falls du dabei helfen möchtest, erklärt die Anleitung , wie das geht. BW | Jakob Dahl, geboren am 14. November 1916 |
| Kölner Straße 56 (Standort)                                         | Friederike Dahl      | HIER WOHNTE FRIEDERIKE DAHL JG. 1878 DEPORTIERT 1941 ŁODZ ERMORDET 12.2.1942                                              | 10. Okt. 2007 | | Friederike Dahl, geboren am 20. Januar 1878 |
| Kölner Straße 56 (Standort)                                         | David Dahl           | HIER WOHNTE DAVID DAHL JG. 1885 DEPORTIERT 1941 ŁODZ ERMORDET 1942 IN AUSCHWITZ                                           | 10. Okt. 2007 | | David Dahl, geboren am 18. März 1885 |
| Kölner Straße 56 (Standort)                                         | Johanna Dahl         | HIER WOHNTE JOHANNA DAHL GEB. MEYER JG. 1886 DEPORTIERT 1941 TOT 1942 IN ŁODZ                                             | 10. Okt. 2007 | | Johanna Dahl geb. Meyer, geboren am 23. Juni 1886 |
| Kölner Straße 56 (Standort)                                         | Kurt Dahl            | HIER WOHNTE KURT DAHL JG. 1912 DEPORTIERT 1941 ŁODZ TOT 1941 IN ŁODZ                                                      | 10. Okt. 2007 | | Kurt Dahl, geboren am 11. August 1912 |
| Kölner Straße 56 (Standort)                                         | Martha Dahl          | HIER WOHNTE MARTHA DAHL JG. 1919 FLUCHT 1939 ENGLAND/USA ÜBERLEBT                                                         | 10. Okt. 2007 | | Martha Dahl, geboren 1919 |
| Kölner Straße 56 (Standort)                                         | Liselotte Dahl       | HIER WOHNTE LISELOTTE DAHL GEB. BLANK JG. 1921 DEPORTIERT 1941 ŁODZ TOT 1941 IN AUSCHWITZ                                 | 10. Okt. 2007 | | Liselotte Dahl geb. Blank, geboren am 28. März 1921 |
| Kölner Straße 104 (Standort)                                        | Emilie Neuburger     | HIER WOHNTE EMILIE NEUBURGER JG. 1901 DEPORTIERT 1941 ERMORDET IN RIGA                                                    | 2. Nov. 2006  | | Emilie Neuburger, geboren am 29. Juli 1901 |
| Kölner Straße 104 (Standort)                                        | Bertha Neuburger     | HIER WOHNTE BERTHA NEUBURGER GEB. DAHL JG. 1878 DEPORTIERT 1941 ERMORDET IN RIGA                                          | 2. Nov. 2006  | | Berta Neuburger geb. Dahl, geboren am 21. Mai 1876 |
| Kölner Straße 104 (Standort)                                        | Jakob Neuburger      | HIER WOHNTE JAKOB NEUBURGER JG. 1905 VERHAFTET 1939 ERMORDET IN SACHSENHAUSEN                                             | 2. Nov. 2006  | | Jakob Neuburger, geboren am 20. Januar 1905 |
| Kölner Straße 110 (Standort)                                        | Max Herz             | HIER WOHNTE MAX HERZ JG. 1882 DEPORTIERT 1941 ŁODZ ERMORDET 29.6.1942                                                     | 2. Nov. 2006  | | |
| Kölner Straße 110 (Standort)                                        | Herta Herz           | HIER WOHNTE HERTA HERZ GEB. ROSSMANN JG. 1888 DEPORTIERT 1941 ERMORDET IN ŁODZ                                            | 2. Nov. 2006  | | |
| Kölner Straße 110 (Standort)                                        | Walter Herz          | HIER WOHNTE WALTER HERZ JG. 1920 DEPORTIERT 1941 ŁODZ ERMORDET 6.2.1945                                                   | 2. Nov. 2006  | | |
| Kölner Straße 110 (Standort)                                        | Gertrud Herz         | HIER WOHNTE GERTRUD HERZ JG. 1924 DEPORTIERT 1941 ERMORDET IN ŁODZ                                                        | 2. Nov. 2006  | | |
| Kölner Straße 121 (Standort)                                        | Louis Dahl           | HIER WOHNTE LOUIS DAHL JG. 1879 DEPORTIERT 1941 RIGA ERSCHOSSEN 1944 VON SS                                               | 3. Sep. 2005  | | |
| Kölner Straße 121 (Standort)                                        | Sophie Dahl          | HIER WOHNTE SOPHIE DAHL GEB. HERTZ JG. 1886 DEPORTIERT 1941 RIGA ERSCHOSSEN 1944 VON SS                                   | 3. Sep. 2005  | | Sophie Dahl geb. Katz, geboren am 14. Januar 1886 |
| Kölner Straße 121 (Standort)                                        | Johanna Katz         | HIER WOHNTE JOHANNA KATZ GEB. DAHL JG. 1883 DEPORTIERT 1941 RIGA ERMORDET 17.3.1942 IM GASWAGEN                           | 3. Sep. 2005  | | |
| Kölner Straße 121 (Standort)                                        | Jenny Dahl           | HIER WOHNTE JENNY DAHL JG. 1912 FLUCHT ENGLAND ÜBERLEBT                                                                   | 3. Sep. 2005  | | |
| Kölner Straße 121 (Standort)                                        | Jakob Dahl           | HIER WOHNTE JAKOB DAHL JG. 1916 DEPORTIERT 1941 RIGA THERESIENSTADT BEFREIT 1945 ÜBERLEBT                                 | 3. Sep. 2005  | | Jakob Dahl, geboren am 10. Januar 1916 |
| Kölner Straße 121 (Standort)                                        | Emmi Dahl            | HIER WOHNTE EMMI DAHL JG. 1921 DEPORTIERT 1941 RIGA 1944 KZ STUTTHOF BEFREIT 13.3.1945 ÜBERLEBT                           | 3. Sep. 2005  | | |
| Kölner Straße 121 (Standort)                                        | Irene Dahl           | HIER WOHNTE IRENE DAHL JG. 1923 DEPORTIERT 1941 RIGA 1944 KZ STUTTHOF BEFREIT 13.3.1945 ÜBERLEBT                          | 3. Sep. 2005  | | |
| Kölner Straße 121 (Standort)                                        | Fanny Bamberg-Dahl   | HIER WOHNTE FANNY BAMBERG-DAHL GEB. DAHL JG. 1887 INTERNIERT WESTERBORK DEPORTIERT 14.9.1942 AUSCHWITZ ERMORDET 17.9.1942 | 10. Okt. 2007 | | |
| Kölner Straße 127 (Standort)                                        | Karl Gottschalk      | HIER WOHNTE KARL GOTTSCHALK JG. 1909 FLUCHT 1938 USA ÜBERLEBT                                                             | 2. Dez. 2008  | | |
| Kölner Straße 127 (Standort)                                        | Grete Gottschalk     | HIER WOHNTE GRETE GOTTSCHALK GEB. FELDHEIM JG. 1887 HEIMATORT VERLASSEN 1938 DEPORTIERT 1942 ZAMOSC ERMORDET              | 2. Dez. 2008  | | |
| Kölner Straße 143 (Standort)                                        | Josef Willner        | HIER WOHNTE JOSEF WILLNER JG. 1908 DEPORTIERT 1942 ERMORDET 1942                                                          | 2. Dez. 2008  | | |
| Kölner Straße 143 (Standort)                                        | Erna Willner         | HIER WOHNTE ERNA WILLNER GEB. PHILIPP JG. 1909 DEPORTIERT 1942 ERMORDET 1942                                              | 2. Dez. 2008  | | |
| Kölner Straße 143 (Standort)                                        | Julchen Willner      | HIER WOHNTE JULCHEN WILLNER JG. 1910 DEPORTIERT 1942 ERMORDET 1942                                                        | 2. Dez. 2008  | | |
| Krefelder Straße 20, ehemals Neusser Straße 20 (Standort)           | Bernhard Katz        | HIER WOHNTE BERNHARD KATZ JG. 1888 FLUCHT 1939 SÜDAMERIKA                                                                 | 2. Nov. 2006  | | |
| Krefelder Straße 20, ehemals Neusser Straße 20 (Standort)           | Luise Katz           | HIER WOHNTE LUISE KATZ GEB. ELKAN JG. 1892 FLUCHT 1937 CHILE ÜBERLEBT                                                     | 14. Mai 2010  | | |
| Krefelder Straße 20, ehemals Neusser Straße 20 (Standort)           | Eva Katz             | HIER WOHNTE EVA KATZ JG. 1926 FLUCHT 1939 CHILE ÜBERLEBT                                                                  | 14. Mai 2010  | | |
| Krefelder Straße 20, ehemals Neusser Straße 20 (Standort)           | Hermann Albert Katz  | HIER WOHNTE HERMANN ALBERT KATZ JG. 1932 FLUCHT 1939 CHILE ÜBERLEBT                                                       | 14. Mai 2010  | | |
| Krefelder Straße 122 (Raphaelshaus) (Standort)                      | Rudolf Euteneuer     | HIER WOHNTE RUDOLF EUTENEUER JG. 1920 DEPORTIERT 1941 ERMORDET 1942 IN RIGA                                               | 2. Dez. 2008  | Bild gesucht Der Benutzer GeorgDerReisende ( Diskussion ) wünscht sich an dieser Stelle ein Bild vom Ort mit diesen Koordinaten 51.10531 6.82779 . Motiv: Krefelder Straße 122: der Stolperstein für Rudolf Euteneuer, die Lage und das Haus Falls du dabei helfen möchtest, erklärt die Anleitung , wie das geht. BW | Rudolf Euteneuer, geboren am 29. September 1920 |
| Marktstraße 3 (Standort)                                            | Hermann Julius Elkan | HIER WOHNTE HERMANN JULIUS ELKAN JG. 1885 DEPORTIERT 10.11.1941 ERMORDET IN MINSK                                         | 10. Okt. 2007 | | Hermann Julius Elkan, geboren am 10. September 1885 |
| Marktstraße 3 (Standort)                                            | Johanna Elkan        | HIER WOHNTE JOHANNA ELKAN GEB. KATZ JG. 1887 DEPORTIERT 10.11.1941 ERMORDET IN MINSK                                      | 10. Okt. 2007 | | Johanna Elkan geb. Katz, geboren am 11. Oktober 1887 |
| Marktstraße 9 (Standort)                                            | Sophie Schüller      | HIER WOHNTE SOPHIE SCHÜLLER GEB. NEUBURGER JG. 1902 HEIMATORT VERLASSEN 1944 VERSTECKT ÜBERLEBT IN KÖLN                   | 2. Dez. 2008  | | Sophie Schüller geb. Neuburger, geboren am 6. Oktober 1902 |
| Schloßstraße 16 (Stadtteil Zons) (Standort)                         | Johanna Franken      | HIER WOHNTE JOHANNA FRANKEN JG. 1899 DEPORTIERT 1941 RIGA ERMORDET 17.3.1942 IM GASWAGEN                                  | 2. Nov. 2006  | | Johanna Franken, geboren am 21. Februar 1899 als Tochter von Samuel Franken (1861–1908) und Helene „Bertha“ geb. Meyer (1866–1936), verblieb nach der Reichspogromnacht als einziges Familienmitglied im elterlichen Haus und wurde durch die Nationalsozialisten zunehmenden Einschränkungen ausgesetzt. Sie wurde am 10. Dezember 1941 nach Düsseldorf gebracht, ins Ghetto Riga deportiert und am 17. März 1942 gemeinsam mit Johanna Katz und Bertha Neuburger im Gaswagen ermordet. Ihr Bruder Max (1896–1982) flüchtete im Januar 1938 in die Vereinigten Staaten, ihr Bruder Ernst (1907–1989) wurde im November 1938 ins KZ Dachau deportiert, durfte allerdings einige Monate später nach Leeds (England) ausreisen. |
| Westerburgstraße 7, ehemals Buschweg 10 (Stadtteil Zons) (Standort) | Ernst Junghans       | HIER WOHNTE ERNST JUNGHANS JG. 1889 IM WIDERSTAND ANGESCHOSSEN 3.2.1933 VON SS TOT 4.2.1933                               | 17. Dez. 2011 | | Ernst Carl Gottlieb Junghans, geboren am 17. Januar 1889 in Sageritz (Kreis Stolp), kam nach dem Ersten Weltkrieg nach Zons und heiratete Katharina Kern. Er arbeitete als Maschinist bei der I.G. Farben und engagierte sich im dortigen Arbeiterrat. Für die Kommunistische Partei Deutschlands (KPD) war Junghans zwischen 1924 und 1932 Mitglied des Zonser Gemeinderats. Kurz nach der Machtergreifung begann die Verfolgung der Dormagener Antifaschisten und Junghans wurde am 3. Februar 1933 auf der Kölner Straße durch die Schutzstaffel (SS) angeschossen. Der Vater von drei Kindern erlag am Folgetag im Krankenhaus seinen Verletzungen und gilt als erstes Opfer der Nationalsozialisten in Dormagen. Die Verlegung des Stolpersteins war für den 14. Mai 2010 geplant, wurde jedoch aufgrund notwendiger Recherchen über die Todesumstände verschoben. |